# Fard
Farḍ (en árabe: فرض‎) o farīḍah (فريضة) en Islam es un deber religioso comandado por Allah (Dios). Los musulmanes que obedecen tales órdenes o deberes se dice que reciben hasanat, ajr o thawaab cada vez por cada buena acción. 
Fard o su sinónimo wāŷib ( واجب) es uno de los tipos de ahkam en los que el fiqh clasifica los actos de cada musulmán.

## Deber individual y suficiencia
El Fiqh distingue dos tipos de deberes:
- El deber individual o farḍ al-ˁayn (فرض العين) se relaciona para realizar, como la oración diaria (salat), y la peregrinación a La Meca al menos una vez en la vida (haŷŷ).[1]
- El deber de suficiencia o farḍ al-kifāyah (فرض الكفاية) es un deber que se impone a toda la comunidad de creyentes (ummah). El ejemplo clásico de esto es janaza: no se requiere que el individuo lo realice mientras lo cumpla un número suficiente de miembros de la comunidad.[2]

## Escuela hanafí
En fiqh hanafí, sin embargo, hace una distinción entre waŷib y fard. El Obligatorio (fard) es un mandato firme establecido por un texto decisivamente establecido (el Corán y los hadiths relacionados por múltiples cadenas contiguas (mutawatir)) cuyo significado es decisivo y no está abierto a la posibilidad de interpretación. Uno está obligado a creer y actuar según lo obligatorio. Quien lo niega podría caer en incredulidad, y quien lo abandona es pecaminoso.
El Necesario (waŷib) es un mandato firme afirmado por un texto que permite la posibilidad de interpretación. Negar algo necesario es corrupción (fisq) pero no incredulidad. Dejarlo es pecaminoso. La decisión de los aspectos necesarios de la oración es que la oración no es invalidada por su omisión; sin embargo, se hace necesario repetirlo si se dejaron fuera intencionalmente. Si se deja de lado olvidadamente, una postración de olvido es necesaria al final de la oración; Si esto también se deja fuera, entonces es necesario (waŷib) repetir la oración.